# فرودگاه صحرایی تایگر
فرودگاه صحرایی تایگر (به انگلیسی: Tiger Field) یک فرودگاه همگانی بهره‌برداری هوایی است که یک باند فرود آسفالت دارد و طول باند آن ۱۲۱۱ متر است. این فرودگاه در کشور ایالات متحده آمریکا قرار دارد و در ارتفاع ۱۳۲۵ متری از سطح دریا واقع شده است.